# باشيدانغ
باشيدانغ (بالصينية المبسطة: 八十垱؛ بالصينية التقليدية: 八十壋؛ بالبينيين: Bāshídàng) هو موقع لمستوطنة من العصر الحجري الحديث على نهر يانغتسي في مقاطعة ليكسيان، خونان، الصين. وتُعتبر باشيدانغ موقعًا متأخرًا جدًا لحضارة بنغتوشان. وهو أقدم موقع في الصين يتميز بجدار وخندق، وكان الخندق هو المحيط الخارجي. وُجدت منصة مرتفعة على شكل نجمة في وسط المستوطنة، ربما استُخدمت لأغراض احتفالية.